# Роман Горошкевич
Роман Горошкевич (псевдо Wojnicz, пол. Roman Horoszkewicz; 27 січня 1892, с. Салівка  Чортківський повіт, Австро-Угорщина — 11 грудня 1962, м. Ополе) — польський публіцист, краєзнавець.

## Життєпис
Навчався у Львівському університеті, закінчив Ягеллонський університет (м. Краків). Працював у музеях Львова, Тернополя. Від 1931 — редактор газети «Głos Polski». Брав участь у військових діях на початку Другої світової війни (вересень 1939). Перебував у німецько-нацистських концтаборах.
Автор краєзнавчих книг, упорядник збірок поезій.